# Kanton Montfermeil
Der Kanton Montfermeil war von 1967 bis 2015 ein französischer Wahlkreis im Arrondissement Le Raincy, im Département Seine-Saint-Denis und in der Region Île-de-France; sein Hauptort war Montfermeil.
Der Kanton war 13,37 km² groß und hatte 34.303 Einwohner (Stand: 1999), was einer Bevölkerungsdichte von rund 2.566 Einwohnern pro km² entsprach.

## Gemeinden
Der Kanton bestand aus drei Gemeinden.
| Gemeinde    | Einwohner Jahr | Fläche km² | Bevölkerungsdichte | Code INSEE | Postleitzahl |
| ----------- | -------------- | ---------- | ------------------ | ---------- | ------------ |
| Coubron     | 4.713 (2013)   | 4,14       | 1138 Einw./km²     | 93015      | 93470        |
| Montfermeil | 25.945 (2013)  | 5,45       | 4761 Einw./km²     | 93047      | 93370        |
| Vaujours    | 6.828 (2013)   | 3,78       | 1806 Einw./km²     | 93074      | 93410        |